# Callicostella pilotrichidioides
Callicostella pilotrichidioides är en bladmossart som beskrevs av Brotherus 1924. Callicostella pilotrichidioides ingår i släktet Callicostella och familjen Hookeriaceae. Inga underarter finns listade i Catalogue of Life.